# جامع قبلة
جامع القبلة  وهو جامع قديم في ناحية كوخرد من توابع مدينة بستك تم تعميره واعادة بنائه وتجديده، والبناء الحديث تم افتتاحه في عام 1413هـ/ 1992م.
- يعود تاريخ بناء هذا المسجد إلى عام 1310 للهجرة، وقد بناه المعماري (الحاج ملا محمد شریف الکاظم) وهو من أشهر معماري مدينة بستك في ذلك الزمان. ولقد عاش في القرن الرابع عشر الهجري في أوج العصر الذهبي للعمارة الإسلامية في بستك وما جاورها من الأمكنة وضواحيها.[2]

## خطباء المسجد الكبير (جامع قبلة)
وقد توالى على هذا المسجد (جامع قبلة) منذ زمن أكابر علماء ناحية كوخرد منهم:
- الشيخ عبد الرحمن الكبير [3]
- الحاج ملا إسماعيل بن الشيخ حسن الكوخردي
- الحاج ملا عبد الواحد بن الشيخ إسماعيل الكوخردي
- الحاج ملا مصطفى الكهتويى كوخردي
- عالم الجليل والمربي الفاضل العلامة الشيخ ملا محمد علي الكوخردي [4]
- سيد فاضل الكوخردي
- ملا محمد بن عبد الله الكوخردي
- السيد عماد سيد أحمد الكوخردي
- السيد زينل القتالي الهاشمي
- السيد محمد القتالي الهاشمي
- السيد صالح القتالي الهاشمي
- الحاج محمد شاكر بن أحمد بن محمد عبد الرحيم آلشاكر الجابري [4]

## الوصف المعماري
يتكون من صحن مكشوف مربع تقريباً، تتعامد عليه الإيوانات من الغرب، وهو إيوان القبلة وفيه المحراب والمنبر. ولقد تم هدم المبنى القديم بعد مرور 102 من تاريخ البناء، واستبداله بمبنى جديد في عام 1413هـ/ 1992م.

## وصلات خارجية
- التقسيمات الادارية لمحافظة هرمزگان
- التقسيمات الادارية لمحافظة هرمزگان (بلده كوخرد)